# Gayt-Talsperre
Die Gayt-Talsperre (türkisch Gayt Barajı) befindet sich am Gayt Çayı, einem rechten Nebenfluss des Murat 20 km nordwestlich der Provinzhauptstadt Bingöl in der gleichnamigen südosttürkischen Provinz.
Die Gayt-Talsperre wurde in den Jahren 1986–1992 errichtet. Sie dient der Bewässerung einer Fläche von 4200 ha.
Das Absperrbauwerk ist ein 31,5 m (über der Talsohle) hoher Erdschüttdamm. Das Dammvolumen beträgt 468.000 m³.
Der Stausee bedeckt bei Normalstau eine Fläche von 2,92 km² und verfügt über ein Speichervolumen von 23 Mio. m³.